# Баскачи (Большесельский район)
Баскачи — деревня в Большесельском сельском поселении Большесельского района Ярославской области.

## Население
По данным статистического сборника «Сельские населенные пункты Ярославской области на 1 января 2007 года», в деревне Баскачи проживает 7 человек.  По топокарте на 1973 год в деревне проживало 23 человека.

## География
Деревня расположена к югу от районного центра Большое село, на левом западном берегу реки Молокша, левого притока Юхоти. По северной околице деревни протекает небольшой ручей, приток Молокши, который отделяет деревню Замостье. Напротив Баскачей на правом берегу Молокши стоит деревня Противье, через которую вдоль правого берега Молокши проходит дорога к Большому Селу. Выше Баскачей по течению, в 2 км к югу стоит деревня Козлово, а с севера вниз по течению деревня Токариново, через них по левому берегу Молокши идёт просёлочная дорога. Деревня Баскачи стоит на небольшом поле, окружённом лесами.